# حنوة حولية
حَنْوَة حَوْلِيَّة أو الحْنَوة هو نوعٌ من الحنوة وهو نبات عشبي حولي تزيني. أزهاره لا تذبل. ضروبه عديدة. ساقه فرعاء تعلو من ٥٠ إلى ٦٠ سم. أوراقه لسنة سنانية، أزهاره طويلة كثيرة العدد مختلفة الألوان التي تتغير مع الضروب. ازهراره يستمر من حزيران إلى آب.